# Rob Kingwill
Rob Kingwill (ur. 25 czerwca 1975) – amerykański snowboardzista, brązowy medalista mistrzostw świata.

## Kariera
Po raz pierwszy na arenie międzynarodowej pojawił się 4 marca 1995 roku w Sun Valley, kiedy w zawodach FIS Race zajął szóste miejsce w slalomie. W Pucharze Świata zadebiutował 18 stycznia 1996 roku w Innichen, gdzie zajął 13. miejsce w halfpipe'ie. Tym samym już w swoim debiucie wywalczył pierwsze pucharowe punkty. Na podium po raz pierwszy stanął dzień później, wygrywając rywalizację w tej konkurencji. W zawodach tych wyprzedził swego rodaka, Rossa Powersa i Henrika Janssona ze Szwecji. Łącznie osiem razy stawał na podium zawodów PŚ, odnosząc przy tym jeszcze trzy zwycięstwa: 25 lutego 1996 roku w Calgary, 17 marca 1996 roku w Mount Bachelor i 28 listopada 1999 roku w Tignes triumfował w halfpipe’ie. Najlepsze wyniki osiągnął w sezonie 1996/1997, kiedy to zajął 19. miejsce w klasyfikacji generalnej. W sezonie 1995/1996 zajął drugie miejsce w klasyfikacji halfpipe’a.
Jego największym sukcesem jest brązowy medal w halfpipe’ie wywalczony na mistrzostwach świata w Lienzu w 1996 roku. Lepsi okazali się tam dwaj rodacy: Ross Powers i Lael Gregory. Był to jego jedyny medal wywalczony na międzynarodowej imprezie tej rangi. Zajął też między innymi piąte miejsce w snowcrossie podczas mistrzostw świata w San Candido rok później. Nie startował na igrzyskach olimpijskich.
W 2007 r. zakończył karierę.

## Osiągnięcia

### Mistrzostwa świata
| Miejsce | Dzień       | Rok  | Miejscowość          | Konkurencja    | Zwycięzca          |
| ------- | ----------- | ---- | -------------------- | -------------- | ------------------ |
| 3.      | 24 stycznia | 1996 | Lienz                | Halfpipe       | Ross Powers        |
| 12.     | 24 stycznia | 1997 | San Candido          | Halfpipe       | Fabien Rohrer      |
| 5.      | 26 stycznia | 1997 | San Candido          | Snowboardcross | Helmut Pramstaller |
| 26.     | 27 stycznia | 2001 | Madonna di Campiglio | Halfpipe       | Kim Christiansen   |
| 37.     | 17 stycznia | 2003 | Kreischberg          | Halfpipe       | Markus Keller      |

### Puchar Świata

#### Miejsca w klasyfikacji generalnej
- sezon 1995/1996: 67.
- sezon 1996/1997: 19.
- sezon 1997/1998: 120.
- sezon 1998/1999: 57.
- sezon 1999/2000: 56.
- sezon 2000/2001: 95.
- sezon 2002/2003: -
- sezon 2005/2006: 123.

#### Miejsca na podium
1. San Candido – 19 stycznia 1996 (halfpipe) - 1. miejsce
2. Kanbayashi – 17 lutego 1996 (halfpipe) - 2. miejsce
3. Calgary – 25 lutego 1996 (halfpipe) - 1. miejsce
4. Sun Peaks – 3 marca 1996 (halfpipe) - 3. miejsce
5. Mount Bachelor – 17 marca 1996 (halfpipe) - 1. miejsce
6. Sun Peaks – 17 grudnia 1996 (snowcross) - 3. miejsce
7. Tignes – 28 listopada 1999 (halfpipe) - 1. miejsce
8. Whistler – 12 grudnia 1999 (halfpipe) - 3. miejsce